# Cronozona
Una cronozona in stratigrafia è una porzione di tempo che inizia da un evento identificabile e termina con un altro evento altrettanto ben identificabile.
La cronozona è un’unità in cronostratigrafia, identificata da eventi come l’inversione geomagnetica (magnetozona) o dalla presenza di specifici fossili (biozona o biocronozona).
Nel caso dei reperti fossili, gli eventi marcatori  sono di solito la scomparsa (estinzione) di specie ampiamente distribuite o l'apparizione di una data specie negli orizzonti stratigrafici.
In accordo con la Commissione Internazionale di Stratigrafia, il termine cronozona indica le rocce formate durante un particolare intervallo di tempo, mentre il termine chron si riferisce all’intervallo di tempo corrispondente alla cronozona.
Le cronozone sono utili indicatori o punti di riferimento temporali nel record geologico, non sono gerarchiche e non necessitano di corrispondenze tra confini geografici o geologici e nemmeno uguaglianza dimensionale (a parte un iniziale vincolo che richiedeva la cronozona di dimensione minore del piano geologico).
L’uso iniziale è stato gerarchico, (Harland ed altri, 1989), dove cronozona indicava un intervallo di tempo più breve di uno stadio faunistico, come definito in biostratigrafia.
La Commissione Internazionale di Stratigrafia ha sostituito questo utilizzo.
Il fattore chiave nel designare una cronozona accettabile internazionalmente è che la colonna fossile complessiva sia chiaramente identificabile, non ambigua e diffusa geograficamente. Alcune cronozone accettate ne contengono altre ed alcune cronozone più estese corrispondono nella loro interezza all’unità alla quale appartengono. Per esempio, la cronozona Pliocene è un sottoinsieme della cronozona Neogene e la cronozona Pleistocene è un sottoinsieme della cronozona Quaternario.
Tali cronozone sono utilizzate dalla Commissione Internazionale di Stratigrafia per definire i limiti temporali della durata dei vari periodi di tempo (Eone, Era, Periodo, Epoca, Stadio) in cui è suddivisa la Scala dei tempi geologici.